# چارلز مارتین (نویسنده)
چارلز مارتین (انگلیسی: Charles Martin؛ زادهٔ ۳ نوامبر ۱۹۶۹) نویسنده، دانشیار، روزنامه‌نگار، و رمان‌نویس اهل ایالات متحده آمریکا است. از مهمترین آثار وی می‌توان به کتاب کوه میان ما اشاره داشت که در تاریخ ۲۸ ژوئن ۲۰۱۱ و توسط انتشارات برادوی بوکز منتشر گردید و در تاریخ ۶ اکتبر ۲۰۱۷ میلادی نیز، فیلمی بر پایه ماجراهای این کتاب، با بازی ادریس البا و کیت وینسلت ساخته شد.